# Louis Simons
Wilhelm Ludwig „Louis“ Simons (* 14. Dezember 1831 in Elberfeld; † 24. Dezember 1905 ebenda) war ein deutscher Unternehmer.

## Leben
Simons war Teilhaber der Seidenfabrik Johann Simons Erben in Elberfeld und Mitglied der Elberfelder Handelskammer. 1882 wurde er Vorstandsmitglied des Central-Gewerbe-Vereins für Rheinland, Westfalen und benachbarte Bezirke. Von 1888 bis 1899 war er Mitglied des Provinziallandtages der Rheinprovinz.
Er vermählte sich 1860 mit Helene Kyllmann (1842–1916), der Tochter von Gottlieb Kyllmann. Zusammen hatten sie sieben Kinder, wobei eine Tochter das Erwachsenenalter nicht erreichte. Sein Sohn war Walter Simons, der Präsident des Reichsgerichtes.